# Fjodor Wassiljewitsch Gladkow

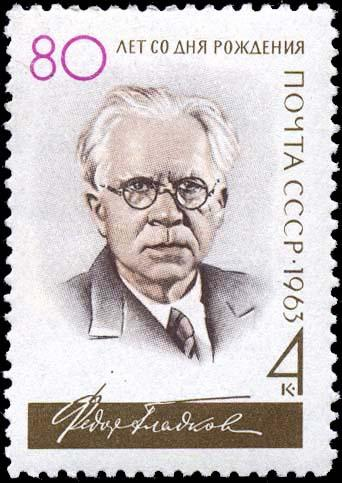
Gladkow auf einer sowjetischen Briefmarke von 1963

Grabskulptur Gladkows

Fjodor Wassiljewitsch Gladkow (russisch Фёдор Васильевич Гладков; * 9.jul. / 21. Juni 1883greg. im Dorf Tschernawka in der heutigen Oblast Saratow; † 20. Dezember 1958 in Moskau) war ein russisch-sowjetischer Schriftsteller.

## Leben
Er wurde in einer Familie altorthodoxer Eltern in einem Dorf des Wolgagebietes bei Saratow geboren und verlebte seine Kindheit in Jekaterinodar, wo er auch auf eine Schule ging.
Als Jugendlicher  war er als Hilfslehrer in Sibirien östlich des Baikalsees tätig. 1905 ging er nach Tiflis und wurde dort an einem Lehrerinstitut ausgebildet. 1906 wurde er wegen revolutionärer Propaganda verhaftet und verbrachte vier Jahre im sibirischen Exil. Nach dem Exil lebte er einige Jahre in Noworossijsk am Schwarzen Meer und war 1914–1917 Hauptlehrer einer Volksschule im Kubangebiet, der Heimat seiner Kindheit. 1918 musste er als Bolschewik während des Russischen Bürgerkriegs flüchten und fand in einer Zementfabrik bei Arbeitern Unterkunft.
Nachdem die Weißkosaken 1920 aus dem Kuban von den Rotarmisten besiegt waren, setzte man Gladkow als Volksbeauftragten für die regionale Schulerziehung ein. 1921 wurde er nach Moskau berufen und war hier journalistisch und schriftstellerisch tätig. So arbeitete er ab 1932 für die Zeitschrift Nowy Mir („Neue Welt“) und war in den Jahren des Zweiten Weltkriegs Korrespondent der Zeitungen Prawda und Iswestija im Uralgebiet.
Gladkow schrieb seit seinem sibirischen Exil, wobei seine frühen Erzählungen vom Stil und der Thematik her an Frühwerke Maxim Gorkis erinnern. 1925 veröffentlichte er mit dem Roman Zement sein bekanntestes literarisches Werk, das auch autobiografische Züge aufweist und als ein literarisches Denkmal der frühsowjetischen Industrialisierungsepoche (hier am Beispiel eines Zementwerks) gilt. 1972 wurde es von Heiner Müller als Theaterstück umgesetzt, siehe Zement (Theaterstück).
Von 1945 bis 1948 war Gladkow Direktor des Literaturinstituts in Moskau. Für seine Verdienste erhielt er 1950 und 1951 den Stalinpreis. Er verstarb am 20. Dezember 1958 und wurde auf dem Nowodewitschi-Friedhof in Moskau beerdigt.

## Werke (Auswahl)

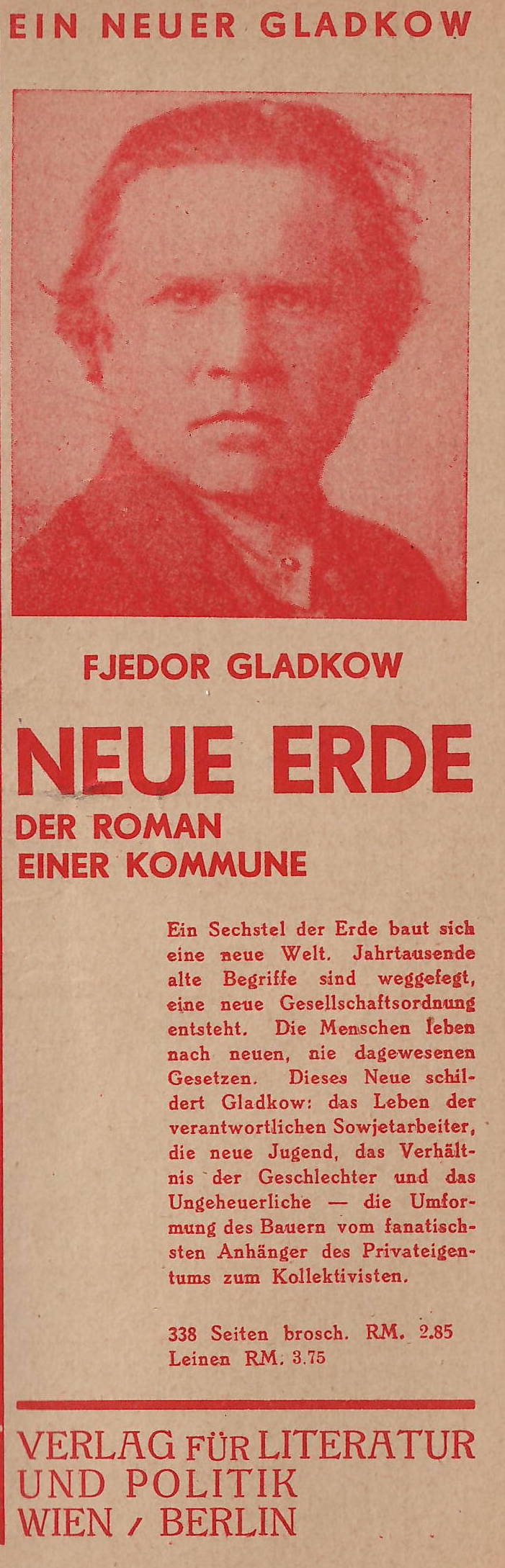
Werbeanzeige für Fjodor Gladkows Roman „Neue Erde“, 1931

- Zement. Aus dem Russischen übersetzt von Olga Halpern. Verlag für Literatur und Politik, Wien 1927.
  - Zement. Roman. Mit neuem Kommentar und weiteren Dokumenten. Oberbaumverlag, Berlin 1972.
  - Fjodor Gladkow, Heiner Müller: Zement. Mit einem Anhang hrsg. von Fritz Mierau. Reclam, Leipzig 1975. (=Reclams Universal-Bibliothek 638)
- Marussja stiftet Verwirrung. Roman. Aus dem Russischen von Josef Kalmer und Boris Krotkow. Tal, Wien, Leipzig 1930.
- Ugrjumow erzählt vom Zuchthaus. Aus dem Russischen von Josef Kalmer und Boris Krotkow. E. Prager Verlag, Leipzig – Wien 1931. (=Das Gesicht der Zeit. Eine Folge für Alle 1)
- Neue Erde. Roman. Aus dem Russischen übersetzt von Olga Halpern.Verlag für Literatur und Politik, Wien 1931.
- Energie.  Roman. Aus dem Russischen übersetzt von Olga Halpern. Ring Verlag, Zürich 1935.
- Die Geschichte meiner Kindheit. In: Sinn und Form 4/1951, S. 86–96.
- Der Schnee schmilzt. Kindheitserinnerungen. Aus dem Russischen übersetzt von Cornelius Bergmann. Röth, Kassel 1956. (= Der Erdkreis)
- Das Birkenwäldchen. Aus dem Russischen übertragen von Larissa Robiné. Nachwort von Günter Warm. Insel Verlag, Leipzig 1976. (=Insel Bücherei 1088)